# Michèle Lemieux
Michèle Lemieux, née le 29 mai 1955 à Québec, est une auteure et une illustratrice québécoise, vivant à Montréal.

## Biographie
Michèle Lemieux est née à Québec le 29 mai 1955. Après des études en communication graphique à l'Université Laval, elle suit des cours à l'atelier du Berufsverband Bildender Künster de Fribourg-en-Brisgau, Allemagne, de 1979 à 1982. À la même époque, elle entame une carrière en illustration de livres pour la jeunesse. En 1979 et 1980, elle illustre trois albums pour enfants avec des textes de Robert Soulières, Le bal des chenilles, Une bien mauvaise grippe et La baleine fantastique, tous au Québec. Puis, elle se démarque en publiant une série d'albums par des éditeurs de plusieurs pays, devenant l'une des premières illustratrices québécoises à percer le marché des albums jeunesse à l'international.
En 1984, elle publie son premier livre en Allemagne, Im Winterland, texte d'Eveline Hasler. Cet album sera publié en français sous le titre de Magie d'hiver. D'abord publié en allemand en 1984, l'album Was hört der Bär est traduit en français par Christiane Duchesne et publié sous le titre de Quel est ce bruit? en France aux éditions Gallimard en 1987, puis au Canada aux éditions Scolastic en 1990. Selon Dominique Demers, les illustrations de ce livre « ne demandent pas à être déchiffrées et n'appellent pas nécessairement une exploration minutieuse mais plutôt, comme le texte, une réception émotive, gourmande, sensuelle. En compagnie de l'ours, l'enfant lecteur se promène du bien-être tranquille à l'euphorie en passant par l'inquiétude et l'angoisse».
En 1985, Lemieux publie en Allemagne un album illustré de contes des Frères Grimm, Hans im Glück et l'album Flori, texte de Käthe Leupold et Günthor Leopold. En 1986, elle publie l'album Amahl and the Night Visitors, texte de Gian Carlo Menotti, aux États-Unis chez William Morrow Publisher. L'album est publié en France en 1986 sous le titre Amahl et les visiteurs du soir. En 2010, la critique littéraire Françoise Lepage sélectionne ce livre parmi les livres phares des années 1980 aux années 2000 de la littérature pour la jeunesse francophone au Canada, considérant que le livre témoigne d'une maîtrise du dessin « auquel des images en couleurs, à la fois vaporeuses et lumineuses, conféraient un grand pouvoir de séduction».
Michèle Lemieux publie deux livres aux États-Unis au début des années 1990, Peter and the Wolf (1991), texte de Sergueï Prokofiev, et There Was an Old Man(1994), album illustré de poèmes absurdes d'Edward Lear. En 1997, Michèle Lemieux remporte le prestigieux Prix Ragazzi de la Foire du livre de jeunesse de Bologne pour son livre Gewitternacht, qui est publié en 1998 en français aux Éditions du Seuil sous le titre de Nuit d’orage.
Depuis 1982, elle enseigne le dessin et l'illustration à l'École de design de l'Université du Québec à Montréal.

## Œuvre
- 1979 : Le bal des chenilles, texte de Robert Soulières, Pierre Tisseyre.
- 1980 : Une bien mauvaise grippe, texte de Robert Soulières, Pierre Tisseyre.
- 1980 : La baleine fantastique, texte de Robert Soulières, Pierre Tisseyre.
- 1982 : Le raton laveur, Tokyo, Gakken & Co.
- 1984 : Im Winterland, texte de Eveline Hasler,Ravensburg, Otto Maier Verlag. Version française : Magie d'hiver, Richmond Hill, Scholastic, 1990.
- 1984 : Was hört der Bär?, texte de Chris Baisch, Ravensburg, Otto Maier Verlag. Version française : Quel est ce bruit?, traduction de Christiane Duchesne, Richmond Hill, Scholastic, 1990.
- 1985 : Hans im Glück, texte des Frères Grimm, Ravensburg, Otto Maier Verlag.
- 1985 : Flori, texte de Käthe Leopold et Günther Leopold, Hanau, Hans Peters Verlag.
- 1986 : Amalh and the Night Visitors, texte de Gian Carlo Menotti, New York, William Morrow Publisher. Version française : Amahl et les visiteurs du soir, Paris, Centurion-Jeunesse, 1986.
- 1991 : Peter and the Wolf, texte Sergueï Prokofiev, New York, William Morrow Publisher.
- 1993 : The Pied Piper of Hamelin, adaptation de Michèle Lemieux, New York, William Morrow Publisher. Version française : Le joueur de flûte d'Hamelin, Paris, Calligram Christian Gallimard, 1996.
- 1994 : There Was an Old Man : A Gallery of Nonsenses Rhymes, recueil de poèmes absurdes d'Edward Lear, New York, William Morrow Publisher.
- 1997 : Gewitternacht, Weinheim, Beltz und Gerlberg. Prix Bologna Ragazzi 1997.

## Prix et distinctions
- 1997 : Prix Ragazzi, Foire du livre de jeunesse de Bologne, Gewitternacht[réf. nécessaire].